# Lamar Hunt U.S. Open Cup 2025
La Lamar Hunt U.S. Open Cup 2025 è la 110ª edizione della coppa nazionale statunitense. La competizione è iniziata il 18 marzo 2025 e si concluderà il 1º ottobre successivo con la finale.
La squadra campione è il Los Angeles FC, che ha vinto la competizione per la prima volta nell'edizione 2024.

## Calendario
Il calendario ufficiale della competizione è stato annunciato il 28 gennaio 2025.
| Turno                | Sorteggio       | Incontri             |
| -------------------- | --------------- | -------------------- |
| Primo turno          | 5 febbraio 2025 | 18-21 marzo 2025     |
| Secondo turno        | 21 marzo 2025   | 1-2 aprile 2025      |
| Terzo turno          | 3 aprile 2025   | 15-16 aprile 2025    |
| Sedicesimi di finale | 17 aprile 2025  | 6-7 maggio 2025      |
| Ottavi di finale     | 17 aprile 2025  | 20-21 maggio 2025    |
| Quarti di finale     | 22 maggio 2025  | 8-9 luglio 2025      |
| Semifinali           | 22 maggio 2025  | 16-17 settembre 2025 |
| Finale               | 22 maggio 2025  | 1 ottobre 2025       |

## Squadre partecipanti
Le squadre partecipanti sono state annunciate il 28 gennaio 2025. Dalla Major League Soccer partecipano 16 squadre, che entrano nella competizione direttamente dai sedicesimi di finale, mentre le squadre che prendono parte alla CONCACAF Champions Cup 2025 sono escluse dalla competizione e sostituite da 8 squadre della MLS Next Pro e due squadre indipendenti, che prendono parte alla competizione dal primo turno.
Dalla USL Championship partecipano alla competizione tutte le 24 squadre, con le sedici squadre con il miglior piazzamento in campionato che ottengono la qualificazione al terzo turno, mentre le restanti otto prendono parte al primo turno, insieme con le 14 squadre della USL League One e le 32 squadre provenienti dai campionati amatoriali.
| Sedicesimi di finale | Terzo turno | Primo turno | Primo turno | Primo turno | Primo turno                                                                                    | Primo turno | Primo turno |
| Livello 1 | Livello 2 | Livello 2 | Livello 3 | Livello 3 | Livelli inferiori                                                                              | Livelli inferiori | Livelli inferiori |
| MLS | USL Championship | USL Championship | MLS Next Pro | USL League 1 | NPSL                                                                                           | USL League 2 | USASA/USSSA |
| --- | --- | --- | --- | --- | ---------------------------------------------------------------------------------------------- | --- | --- |
| - Austin FC - Charlotte FC - Chicago Fire - D.C. United - FC Dallas - Houston Dynamo - Minnesota Utd - Nashville - N.E. Revolution - New York City - N.Y. Red Bulls - Orlando City - Philadelphia Union - Portland Timbers - S.J. Earthquakes - St. Louis City | - Charleston Battery - Colorado Springs Switchbacks - Detroit City - Indy Eleven - Las Vegas Lights - Louisville City - New Mexico Utd - North Carolina FC - Oakland Roots - Orange County - Phoenix Rising - Pittsburgh Riverhounds - Rhode Island FC - Sacramento Republic - San Antonio FC - Tampa Bay Rowdies | - Birmingham Legion - El Paso Locomotive - Hartford Athletic - Lexington - Loudoun Utd - Miami FC - Monterey Bay - FC Tulsa | - Carolina Core - Chattanooga FC - Columbus Crew 2 - FC Cincinnati 2 - Inter Miami II - Los Angeles FC 2 - Real Monarchs - Sporting K.C. II - Tacoma Defiance - Ventura County | - AV Alta - Charlotte Independence - Chattanooga Red Wolves - FC Naples - Forward Madison - Greenville Triumph - One Knoxville - Portland Hearts of Pine - Richmond Kickers - S.G. Tormenta - Spokane Velocity - Texoma - Union Omaha - Westchester | - Appalachian FC - Duluth - El Farolito - FC Arizona - Motown - Naples Utd - New York Shockers | - Asheville City - Ballard - Corpus Christi - Des Moines Menace - Flatirons - Little Rock Rangers - L.I. Rough Riders - Sarasota Paradise - Ventura C.F. | - Faialense - Foro SC - Harbor City FC - Harpos FC - International San Francisco - Laguna United - Miami Utd - New Jersey Alliance - NY Renegades - Pancyprian F. - Soda City FC - Southern Indiana - Tulsa Athletics - Virginia Dream - West Chester United - Washington Athletic Club |

## Incontri

### Primo turno
Il sorteggio per il primo turno si è tenuto il 6 febbraio 2025.
| Squadra 1               | Risultato       | Squadra 2                   |
| ----------------------- | --------------- | --------------------------- |
| 18 marzo 2025           |                 |                             |
| Hartford Athletic       | 3 – 0           | New York Shockers           |
| Sarasota Paradise       | 1 – 2           | FC Naples                   |
| Miami FC                | 4 – 1           | Naples Utd                  |
| New Jersey Alliance     | 2 – 2 (2-4 dtr) | Chattanooga Red Wolves      |
| Motown                  | 0 – 1           | Westchester                 |
| Asheville City          | 0 – 0 (3-4 dtr) | Greenville Triumph          |
| West Chester United     | 2 – 3           | Loudoun Utd                 |
| Texoma                  | 1 – 2 (dts)     | Foro SC                     |
| Tulsa Athletics         | 0 – 1           | FC Tulsa                    |
| AV Alta                 | 3 – 1           | Ventura C.F.                |
| Ventura County          | 7 – 0           | Laguna United               |
| 19 marzo 2025           |                 |                             |
| Columbus Crew 2         | 4 – 1           | NY Renegades                |
| Chattanooga FC          | 1 – 0 (dts)     | Corpus Christi              |
| Appalachian FC          | 0 – 3           | One Knoxville               |
| Richmond Kickers        | 1 – 3           | Virginia Dream              |
| Inter Miami II          | 4 – 2           | Miami Utd                   |
| Sporting K.C. II        | 1 – 2           | Des Moines Menace           |
| Lexington               | 5 – 0           | Southern Indiana            |
| Little Rock Rangers     | 1 – 0           | Birmingham Legion           |
| El Paso Locomotive      | 5 – 1           | Harpos FC                   |
| Real Monarchs           | 1 – 3 (dts)     | El Farolito                 |
| Monterey Bay            | 4 – 0           | International San Francisco |
| Ballard                 | 0 – 1 (dts)     | Spokane Velocity            |
| Los Angeles FC 2        | 7 – 1           | FC Arizona                  |
| 20 marzo 2025           |                 |                             |
| Portland Hearts of Pine | 4 – 0           | Faialense                   |
| L.I. Rough Riders       | 2 – 3 (dts)     | Charlotte Independence      |
| Forward Madison         | 5 – 1           | Duluth                      |
| S.G. Tormenta           | 3 – 0           | Harbor City FC              |
| Carolina Core           | 4 – 2           | Soda City FC                |
| FC Cincinnati 2         | 0 – 0 (4-5 dtr) | Pancyprian F.               |
| Tacoma Defiance         | 3 – 1           | Washington Athletic Club    |
| 21 marzo 2025           |                 |                             |
| Flatirons               | 1 – 2           | Union Omaha                 |

### Secondo turno
| Squadra 1               | Risultato       | Squadra 2              |
| ----------------------- | --------------- | ---------------------- |
| 1 aprile 2025           |                 |                        |
| Columbus Crew 2         | 3 – 0           | Lexington              |
| S.G. Tormenta           | 3 – 2           | Foro SC                |
| Inter Miami II          | 0 – 1           | Miami FC               |
| Charlotte Independence  | 2 – 1 (dts)     | Carolina Core          |
| Monterey Bay            | 1 – 2           | El Farolito            |
| AV Alta                 | 2 – 1 (dts)     | Los Angeles FC 2       |
| 2 aprile 2025           |                 |                        |
| Loudoun Utd             | 4 – 2           | Virginia Dream         |
| Portland Hearts of Pine | 1 – 1 (4-2 dtr) | Hartford Athletic      |
| Westchester             | 3 – 2           | Pancyprian F.          |
| Chattanooga FC          | 1 – 1 (4-5 dtr) | Chattanooga Red Wolves |
| Greenville Triumph      | 1 – 3           | One Knoxville          |
| FC Naples               | 3 – 0           | Little Rock Rangers    |
| Forward Madison         | 1 – 3           | FC Tulsa               |
| Des Moines Menace       | 1 – 2           | Union Omaha            |
| Tacoma Defiance         | 2 – 1           | Spokane Velocity       |
| Ventura County          | 0 – 3           | El Paso Locomotive     |

### Terzo turno
Il sorteggio per il terzo turno è stato effettuato il 3 aprile 2025.
| Squadra 1                    | Risultato       | Squadra 2              |
| ---------------------------- | --------------- | ---------------------- |
| 15 aprile 2025               |                 |                        |
| Columbus Crew 2              | 0 – 1           | Pittsburgh Riverhounds |
| Louisville City              | 2 – 1           | Loudoun Utd            |
| Charlotte Independence       | 1 – 3           | North Carolina FC      |
| Portland Hearts of Pine      | 1 – 2           | Rhode Island FC        |
| Charleston Battery           | 4 – 0           | S.G. Tormenta          |
| Union Omaha                  | 1 – 0           | San Antonio FC         |
| AV Alta                      | 2 – 2 (4-2 dtr) | Orange County          |
| Tacoma Defiance              | 2 – 1 (dts)     | Oakland Roots          |
| 16 aprile 2025               |                 |                        |
| Detroit City                 | 3 – 1           | Westchester            |
| FC Naples                    | 1 – 1 (8-9 dtr) | Tampa Bay Rowdies      |
| Indy Eleven                  | 1 – 0 (dts)     | Miami FC               |
| FC Tulsa                     | 1 – 1 (2-4 dtr) | Phoenix Rising         |
| Colorado Springs Switchbacks | 3 – 2 (dts)     | One Knoxville          |
| New Mexico Utd               | 2 – 2 (1-4 dtr) | El Paso Locomotive     |
| Sacramento Republic          | 1 – 0           | El Farolito            |
| Las Vegas Lights             | 2 – 2 (3-4 dtr) | Chattanooga Red Wolves |

### Sedicesimi di finale
Il sorteggio per i sedicesimi e gli ottavi di finale si è tenuto il 17 aprile 2025. Le squadre sono state sorteggiate in otto gruppi, che hanno preso il nome degli otto giocatori con il maggior numero di presenze della mazionale di calcio degli Stati Uniti: Cobi Jones, Landon Donovan, Clint Dempsey, Jeff Agoos, DaMarcus Beasley, Carlos Bocanegra, Paul Caligiuri e Kasey Keller.

#### Cobi Jones
| Squadra 1       | Risultato | Squadra 2       |
| --------------- | --------- | --------------- |
| 7 maggio 2025   |           |                 |
| Rhode Island FC | 1 – 2     | N.E. Revolution |
| Chicago Fire    | 4 – 0     | Detroit City    |

#### Landon Donovan
| Squadra 1              | Risultato       | Squadra 2     |
| ---------------------- | --------------- | ------------- |
| 7 maggio 2025          |                 |               |
| Pittsburgh Riverhounds | 1 – 0           | New York City |
| Philadelphia Union     | 1 – 1 (5-4 dtr) | Indy Eleven   |

#### Clint Dempsey
| Squadra 1         | Risultato   | Squadra 2          |
| ----------------- | ----------- | ------------------ |
| 6 maggio 2025     |             |                    |
| North Carolina FC | 1 – 4 (dts) | Charlotte FC       |
| D.C. United       | 2 – 0 (dts) | Charleston Battery |

#### Jeff Agoos
| Squadra 1         | Risultato | Squadra 2              |
| ----------------- | --------- | ---------------------- |
| 6 maggio 2025     |           |                        |
| Nashville         | 1 – 0     | Chattanooga Red Wolves |
| 7 maggio 2025     |           |                        |
| Tampa Bay Rowdies | 0 – 5     | Orlando City           |

#### DaMarcus Beasley
| Squadra 1       | Risultato | Squadra 2     |
| --------------- | --------- | ------------- |
| 7 maggio 2025   |           |               |
| Louisville City | 0 – 1     | Minnesota Utd |
| St. Louis City  | 2 – 0     | Union Omaha   |

#### Carlos Bocanegra
| Squadra 1      | Risultato   | Squadra 2          |
| -------------- | ----------- | ------------------ |
| 7 maggio 2025  |             |                    |
| Phoenix Rising | 1 – 4 (dts) | Houston Dynamo     |
| Austin FC      | 3 – 2       | El Paso Locomotive |

#### Paul Caligiuri
| Squadra 1                    | Risultato | Squadra 2      |
| ---------------------------- | --------- | -------------- |
| 6 maggio 2025                |           |                |
| Colorado Springs Switchbacks | 1 – 4     | N.Y. Red Bulls |
| 7 maggio 2025                |           |                |
| FC Dallas                    | 3 – 1     | AV Alta        |

#### Kasey Keller
| Squadra 1        | Risultato | Squadra 2           |
| ---------------- | --------- | ------------------- |
| 6 maggio 2025    |           |                     |
| Tacoma Defiance  | 2 – 3     | Portland Timbers    |
| 7 maggio 2025    |           |                     |
| S.J. Earthquakes | 2 – 1     | Sacramento Republic |

### Ottavi di finale
| Squadra 1          | Risultato       | Squadra 2              |
| ------------------ | --------------- | ---------------------- |
| 20 maggio 2025     |                 |                        |
| N.E. Revolution    | 1 – 3           | Chicago Fire           |
| S.J. Earthquakes   | 1 – 0 (dts)     | Portland Timbers       |
| 21 maggio 2025     |                 |                        |
| Philadelphia Union | 4 - 1           | Pittsburgh Riverhounds |
| Orlando City       | 2 – 3           | Nashville              |
| N.Y. Red Bulls     | 2 – 2 (4-3 dtr) | FC Dallas              |
| Minnesota Utd      | 3 – 2           | St. Louis City         |
| D.C. United        | 3 – 3 (2-1 dtr) | Charlotte FC           |
| Austin FC          | 3 – 1           | Houston Dynamo         |

### Quarti di finale
| Squadra 1          | Risultato       | Squadra 2      |
| ------------------ | --------------- | -------------- |
| 8 luglio 2025      |                 |                |
| Minnesota Utd      | 3 – 1 (dts)     | Chicago Fire   |
| S.J. Earthquakes   | 2 – 2 (2-4 dtr) | Austin FC      |
| 9 luglio 2025      |                 |                |
| Nashville          | 5 – 2           | D.C. United    |
| 13 agosto 2025     |                 |                |
| Philadelphia Union | 3 – 2           | N.Y. Red Bulls |